# Степанова, Юлия Игоревна
Ю́лия И́горевна Степанова (до замужества — Русанова; р. 3 июля 1986) — легкоатлетка, специализирующаяся на беге на средние дистанции. Мастер спорта России международного класса. Информатор WADA о масштабной допинговой программе РФ.
Лучшее достижение на международных стартах — 3-е место в беге на 800 м на чемпионате Европы в помещении в Париже 2011 года. На внутрироссийских соревнованиях — 2-е место в беге на 800 м на чемпионате России в Чебоксарах 2011 года (впоследствии оба были аннулированы).

## Биография
Юлия Степанова (Русанова) родилась в Курске. Окончила школу № 28 и монтажный техникум.

## Личная жизнь
Замужем за Виталием Степановым, бывшим главным специалистом образовательного отдела Российского антидопингового агентства (РУСАДА).

## Результаты выступлений
| Год  | Турнир                          | Место проведения  | Место  | Дисциплина | Результат |
| ---- | ------------------------------- | ----------------- | ------ | ---------- | --------- |
| 2008 | Чемпионат России среди молодёжи | Челябинск, Россия | 2      | 800 м      | 2:01:23   |
| 2010 | Чемпионат России                | Саранск, Россия   | 3      | 800 м      | 2:01:78   |
| 2011 | Чемпионат Европы в помещении    | Париж, Франция    | 3 (DQ) | 800 м      | 2:00.80   |
| 2011 | Чемпионат России                | Чебоксары, Россия | 2 (DQ) | 800 м      | 1:56.99   |
| 2011 | Чемпионат мира                  | Тэгу, Южная Корея | 8 (DQ) | 800 м      | 1:59.74   |

## Дисквалификация
15 февраля 2013 года стало известно, что Антидопинговая комиссия Всероссийской федерации лёгкой атлетики дисквалифицировала на два года Юлию Русанову на основании «отклонений показаний крови в биологическом паспорте спортсменки». Все результаты, достигнутые спортсменкой начиная с 3 марта 2011 года, считаются недействительными. Срок дисквалификации истёк в начале 2015 года.
В декабре 2016 года Степановой разрешили участвовать в соревнованиях под нейтральным флагом.

## Допинговый скандал
Предыстория
Впервые применять химические стимуляторы Степанова начала в 2007 году по предложению своего курского тренера Владимира Мохнева. Начала с инъекций тестостерона, затем начала применять анаболические стероиды и эритропоэтин. Спортивные результаты Степановой стали стремительно улучшаться, и ей предложили место в российской сборной.
Юлия понимала, что её действия незаконны, но её успокоил видный российский учёный в области спортивной медицины, профессор С. Н. Португалов. Португалов уверял, что на российских соревнованиях она может не опасаться разоблачения, поскольку он лично позаботится о прикрытии. Однако 26 февраля 2013 года Международная ассоциация федераций легкой атлетики (ИААФ) объявила, что Русанова дисквалифицирована на два года из-за нарушений в её биологическом паспорте спортсмена. Все её результаты с 3 марта 2011 года были аннулированы.
Сообщение в WADA
После дисквалификации Степанова и её муж Виталий Степанов, написали письмо во Всемирное антидопинговое агентство (WADA) c описанием систематического применения допинга российскими спортсменами, но их обращение не привлекло того внимания, на которое они рассчитывали. Решив усилить доказательную базу, Юлия начала тайно записывать разговоры с тренерами, спортсменами и врачами. В 2014 году сведения Степановых привлекли внимание немецкого журналиста Хайо Сеппелта. Снятый им документальный фильм «Секретный допинг: как Россия добивается побед» (нем. «Geheimsache Doping — Wie Russland seine Sieger macht») в вышел в эфир телекомпании Das Erste. В фильме Степановы утверждали, что российские спортивные чиновники в обмен на 5 % заработка спортсмена не только фальсифицировали допинг-тесты но и поставляли запрещенные вещества. После демонстрации фильма по немецкому телевидению разразился международный скандал, имевший далеко идущие последствия как для российской, так и международной федерации лёгкой атлетики.
Реакция в России
Доказательства, приведенные в письмах Степановой вызвали сомнение у российской стороны с самого начала, результаты лабораторных тестов и дополнительные свидетельства подтвержденные только со слов статей западных СМИ представлялись как «единая правда» принятая спортивным сообществом. Так, Светлана Журова, в прошлом известная конькобежка а впоследствии депутат Госдумы РФ, в интервью Би-Би-Си подвергла осмеянию обвинение в государственной поддержке допинга:
У нас есть некоторые спортсмены и тренеры, нарушающие закон, но при чем тут государство? Вы что думаете, Владимир Владимирович Путин контролирует каждого спортсмена и говорит ему: прими эти препараты? Этого не может быть и никогда не будет".
Пресс-секретарь Путина Д. С. Песков сравнил Степанову с «Иудой». Российские СМИ начали кампанию по дискредитации Степановой; её мать подвергалась нападкам за то, что она воспитала «непатриотичную» дочь.
Последствия
Руководство Всероссийской федерации легкой атлетики полностью отрицало приведённые в фильме показания спортсменов, однако вскоре президент Всероссийской федерации лёгкой атлетики (ВФЛА) Валентин Балахничев вынужден был уйти в отставку. Юлия Русанова с мужем и 8-месячным ребёнком, как следует из фильма, вынуждены покинуть Россию навсегда. В 2014 году они проживали в Германии. В ноябре 2015 года вместе с мужем попросила политического убежища в Канаде. Российские власти обвинили Юлю в том, что она придумала всё это с целью переехать на жительство в Канаду, однако Виталий, муж Юлии, отрицает это обвинение. Он заявил, что они никогда не собирались переезжать в Канаду и они там «никому не нужны».. Как сообщается, по состоянию на июнь 2016 года супруги находятся в США.
По другим сведениям, Хайо Зеппельт, снявший несколько документальных фильмов о допинге в российском спорте, считает, что существование широкой программы допинга в России доказано. В частности, Зеппельт сказал:

Когда мы начали расследование в 2014 году, то не ставили цель обвинить Россию. Мы вообще не фокусировали внимание именно на России. Нас интересовала страна-хозяйка Олимпиады-2014. Мы бы сделали это в любой другой стране. На тот момент я не ожидал такого размаха, но сейчас все очевидно. Теперь международное спортивное движение должно принять решение о допуске спортсменов.

В одном из своих интервью Степанова заявила, что в США чувствует себя в безопасности вдали от России.
Здесь, в Штатах, я чувствую себя в безопасности, потому что я знаю, что я очень далеко от России.
В марте 2021 года Степановы подали в Комитет ООН по правам человека индивидуальную жалобу против России. Жалоба подана на основании Международного пакта о гражданских и политических правах. Степановы требуют признать российские власти виновными в нарушении целого ряда статей Пакта: ст. 7 (запрет принудительных медицинских опытов), ст. 8 (запрет принудительного труда), ст.17 (неприкосновенность частной жизни), ст. 19 (свобода слова), ст.23 (право на защиту семьи). Кроме того, заявители требуют от России выплаты соответствующих компенсаций, извинений и гарантий неповторения в будущем подобных нарушений.

## Олимпиада 2016 года
1 июля 2016 года Международная ассоциация легкоатлетических федераций (IAAF) разрешила Юлии Степановой принять участие в Олимпиаде-2016 несмотря на то, что остальные российские легкоатлеты к соревнованиям не были допущены. В пресс-релизе IAAF говорится:
Юлия Степанова внесла значительный вклад в защиту и продвижение чистых спортсменов, честной игры и спорта. Теперь Степанова имеет право участвовать в международных соревнованиях как независимый спортсмен.
В сообщении ассоциации говорится, что спортсменка сможет выступить не под российским, а под олимпийским флагом. Организация сообщила также, что аналогичного права добиваются ещё 80 российских спортсменов.
Допустить к Олимпиаде Юлию Степанову ранее просило Всемирное антидопинговое агентство (WADA). Свою просьбу оно обосновало тем, что спортсменка и её муж Виталий Степанов признаны важными информаторами антидопингового агентства.
Несмотря на поддержку WADA, решением МОК от 24 июля 2016 года Степанова не была допущена до участия в Олимпийских играх 2016 года. Основанием для отказа стала дисквалификация 2013 года. Степанова направила МОК официальный протест, указав, что решение о её отстранении «отобъёт желание у других потенциальных информаторов в будущем» и, кроме того, противоречит решению, принятому ранее Спортивным арбитражным судом.

## Чемпионат мира в Лондоне 2017 года
Международная ассоциация легкоатлетических федераций (IAAF) не допустила информатора Всемирного антидопингового агентства (WADA) бегунью Юлию Степанову до участия в чемпионате мира в Лондоне. По словам начальника отдела спортивных программ ВФЛА Елены Орловой, «Мы получили официальный ответ из IAAF, в котором есть разрешение на участие в чемпионате мира 19 российских атлетов, а также 12 сопровождающих лиц. На участие в чемпионате Степановой, которая была включена в список, разрешения нет».

### Комментарии
1. ↑  До замужества Русанова
2. ↑  По решению IAAF Дисквалифицирован до 2026 года (запрещено заниматься тренерской работой)
3. ↑  Русанова вела учет всех препаратов, которые она принимала как по предложениям Мохнева, так и позднее. Мохнев отрицает все обвинения.[9].
4. ↑  В те годы замдиректора ВНИИФК
5. ↑  Индивидуальная электронная запись спортсмена-профессионала, содержащая профили биологических маркеров запрещенных веществ. Позволяет выявлять нарушения по допингу без дополнительного тестирования.
6. ↑  бывший сотрудник Российского антидопингового агентства

### Сноски
1. ↑  http://www.dddkursk.ru/number/1052/sport/003671/
2. 1 2 3 4  «AAF разрешила информатору WADA Юлии Степановой выступить на Олимпиаде». Дата обращения: 21 июля 2016. Архивировано 2 июля 2016 года.
3. ↑  Рассказавшая о допинге в России спортсменка попросила убежища в Канаде. Дата обращения: 24 июля 2016. Архивировано 9 августа 2016 года.
4. ↑  Рассказавшие WADA о допинге в российском спорте супруги Степановы получили деньги от агентства. Дата обращения: 4 июня 2016. Архивировано 7 июня 2016 года.
5. ↑  Россия готовит иски к героям и авторам фильма о допинге - BBC Русская служба. Дата обращения: 4 июня 2016. Архивировано 21 апреля 2016 года.
6. ↑  «Допинг принимают все. Кроме, может быть, Борзаковского». www.championat.com. Дата обращения: 27 января 2017. Архивировано 2 февраля 2017 года.
7. ↑  Дисквалификация. Дата обращения: 29 августа 2013. Архивировано 13 апреля 2014 года.
8. ↑  Информатору WADA Степановой разрешили выступать в качестве нейтральных спортсменов. Дата обращения: 24 февраля 2017. Архивировано 24 февраля 2017 года.
9. 1 2 3 4 5 6 7  Россияне о поступке Юлии Степановой: героиня или предатель? Архивная копия от 5 августа 2021 на Wayback Machine, Би-Би-Си, 30.12.2016
10. ↑  Turnbull, Simon (26 февраля 2013). Marilyn Okoro set for belated bronze. The Independent. Архивировано 10 июня 2016. Дата обращения: 1 августа 2020.
11. ↑  Video: Geheimsache Doping — Wie Russland seine Sieger macht Архивная копия от 15 декабря 2014 на Wayback Machine — ARD
12. ↑  Russian doping claims: 99% of athletes guilty, German TV alleges. BBC News. 4 декабря 2014. Архивировано 8 ноября 2015. Дата обращения: 1 августа 2020.
13. ↑  Интерфакс: Вслед за Балахничевым в отставку ушёл директор антидопингового департамента IAAF Архивная копия от 15 декабря 2014 на Wayback Machine
14. ↑  Sportbox.ru: Немецкий телеканал показал «всю правду» о российском допинге. Дата обращения: 14 декабря 2014. Архивировано 4 января 2015 года.
15. ↑  Sovsport.ru «Россия мне такого не простит». — Полный перевод фильма на русский. Дата обращения: 14 декабря 2014. Архивировано из оригинала 17 ноября 2015 года.
16. ↑  КоммерсантЪ: «В России допинг поддерживается на государственном уровне» Архивная копия от 10 декабря 2014 на Wayback Machine
17. ↑  Рассказавшая о допинге в России спортсменка попросила убежища в Канаде: Легкая атлетика: Спорт: Lenta.ru. Дата обращения: 16 ноября 2015. Архивировано 16 ноября 2015 года.
18. ↑  Whistleblowers Yuliya and Vitaly Stepanov describe Russia’s sports doping system: Second anti-doping report on track and field to be released Thursday. By Daniel Schwartz, CBC News Posted: Jan 13, 2016 9:07 PM ET Last Updated: Jan 14, 2016 5:37 AM ET Архивная копия от 20 августа 2016 на Wayback Machine Цитата из статьи: «Russian officials denied the allegations, pointed to Yuliya’s suspension and even suggested the couple’s whistleblowing was part of a ploy to get Canadian residency. Vitaly says that’s not true, that they haven’t applied to come to Canada and that no one in Canada is interested in them.»
19. ↑  ТАСС: Спорт — Степанов: WADA еще в 2010 году узнало о допинге в России, но бездействовало. Дата обращения: 4 июня 2016. Архивировано 5 июня 2016 года.
20. ↑  WADA заплатило Степановым за информацию о допинге в России — Известия. Дата обращения: 4 июня 2016. Архивировано 4 июня 2016 года.
21. 1 2  «ВАДА:Российские власти поддерживали допинг» Архивная копия от 19 июля 2016 на Wayback Machine, ББС, 18.07.2016
22. ↑  Yulia Stepanova receives mixed reactions on return to competition. CBC Sports (англ.). Архивировано 29 января 2017. Дата обращения: 29 января 2017.
23. ↑  Степановы против России: как ООН подключили к допинговой эпопее. Дата обращения: 27 марта 2021. Архивировано 17 марта 2021 года.
24. ↑  Информатор WADA Степанова допущена до международных стартов как нейтральный спортсмен Архивная копия от 5 июля 2016 на Wayback Machine. Россия сегодня.
25. ↑  Информатор WADA Юлия Степанова не допущена до участия в Олимпийских играх Архивная копия от 26 июля 2016 на Wayback Machine. РИА Новости, 24.7.2016.
26. ↑  Rio 2016: Yuliya Stepanova challenges IOC ruling on doping ban. Дата обращения: 27 июля 2016. Архивировано 28 июля 2016 года.
27. ↑  Rio 2016: Russian drug cheats will still be at Olympics, say whistleblowers. Архивная копия от 27 июля 2016 на Wayback Machine BBC_News, 27.07.2016.
28. ↑  Степанова не допущена к участию в ЧМ по легкой атлетике в Лондоне Архивная копия от 25 июля 2017 на Wayback Machine, ТАСС, 24 июля 2017 года.